# Роберт I (граф Фландрії)

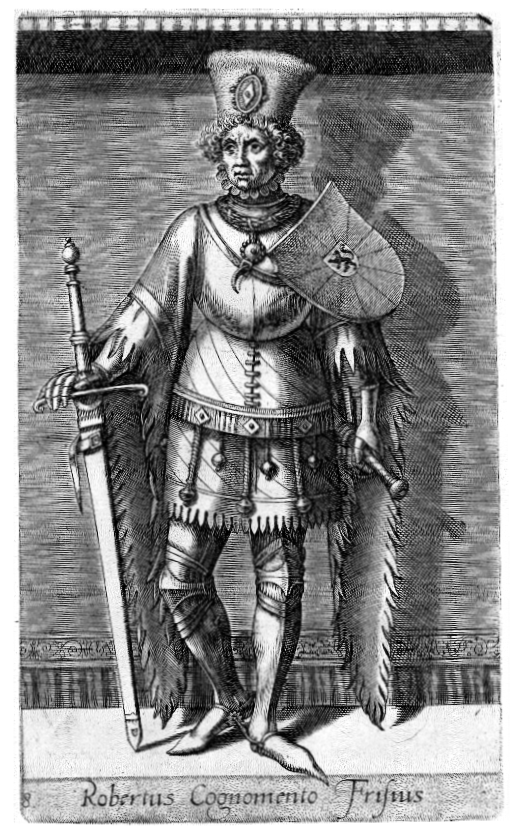

Роберт I Фризький (фр. Robert I de Flandres, бл. 1035 — 13 жовтня 1093, похований в Сен-Пьєрі, Кассель) — граф Фландрії в 1071–1093, молодший син Балдуїна V (графа Фландрії) і його дружини Аделаїди Французької, доньки короля Франції Роберта II. Представник Фландрської династії.

## Біографія
В молодості Роберт брав участь в Реконкісті в Галісії, і намагався встановити там спокій, але його витіснили сарацини. Друга спроба закінчилася аварією корабля, і Роберт відмовився від продовження подальших дій.
На початку 1061 Роберт вирушив до Фрисландії воювати з дворянами, що виступили проти графині Гертруди Саксонської, дочки герцога Саксонії Бернара II, вдови графа Голландії — Флоріса I.
В 1063 Роберт зумів перемогти заколотників, і Гертруда погодилася вийти за нього заміж і доручила йому управління над Голландським графством і опіку над її сином Дірком V. Його співправителем був крім Гертруди герцог Нижньої Лотарингії Годфрід III Горбатий. За керування Фризією Роберт отримав прізвисько «Фризький».
Після смерті Балдуїна VI в 1070 почалася гостра боротьба за владу. Ріхільду, опікунку неповнолітніх племінників Роберта Арнульфа III і його молодшого брата Балдуїна, підтримували французький король Філіп I і граф Херефорд Вільям Фіц-Осберн, який привів армію з Нормандії.
Роберту довелося активно боротися з Ріхільдою, яка взяла під опіку Арнульфа III, у той час, як Голландське графство було захоплено Годфрідом IV Горбатим і єпископом Утрехту Гильйомом за допомогою імператора Священної Римської імперії Фрідріха I. Лотарингські війська Годфріда захопили володіння Роберта в Нідерландах і завдали йому поразки в Лейдені. Роберт зі своєю дружиною Гертрудою і дітьми втік.
Після їх втечі фламандці повстали проти Ріхільди і попросили у Роберта підтримки. Брат його дружини, герцог Ордульф Саксонський сприяв швидкому поверненню Роберта до Фландрії. Міста Гент і Іпр відразу визнали своїм правителем Роберта, який переміг Ріхільду і взяв Лілль. 22 лютого 1071 біля підніжжя гори Кассель відбулася битва, в результаті якої Арнульф та Вільгельм загинули. Король Філіп незабаром примирився з Робертом I і визнав його графом Фландрії, а Ріхільда з Балдуїном зміцнилися в Ено, закликавши на допомогу імператора.
В 1085 Роберт Фризький передав управління графством старшому синові Роберту і вирушив у похід в Святу землю. Відсутність Роберта тривала майже шість років, протягом яких він рухався в сторону Єрусалима. Імператор Візантії Олексій I Комнін допомагав йому в боротьбі з болгарами і сарацинами, проте великого успіху Роберт не досяг. Через кілька років після його повернення був організований Перший хрестовий похід, в якому взяв участь його син Роберт II.
Роберт намагався в 1091 заборонити привласнення священнослужителями земель померлих. Однак він був змушений відмовитися від заборони, тому, що папа Урбан II відлучив його від церкви через Рено дю Беллі, архієпископа Реймса. Урбан повернув духовенству володіння, захоплені Робертом. В 1093 Роберт відділив єпископство Аррас від єпископства Камбре.
Роберт I помер 13 жовтня цього ж року і був похований на Сен-П'єр в Касселі. Титул графа Фландрії перейшов до його сина Роберта II.

## Родина
Дружина — Гертруда Саксонська (бл. 1028—1113), вдова графа Голландського Флоріса I.
Діти:
- Адела (бл. 1065 — квітень 1115): 1-й чоловік з бл. 1080 — Кнуд IV (пом. 10 липня 1086), король Данії[3]; 2-й чоловік — Рожер I (близько 1060/1061 —1111), герцог Апулії.
- Роберт ІІ (1065—1111) — граф Фландрії з 1093.
- Філіп (пом. до 1127)[4].
- Огіва[5](до 1071— квітень до 1141).
- Балдуїн (пом. До 1080)[6].
- Гертруда (пом. 1115/1126): 1-й чоловік — Генріх III (пом. 5 лютого 1095), граф Лувена; 2-й чоловік — Теодоріха II (герцога Верхньої Лотарингії) (1099/1101—1168).